# Phú Phúc
Phú Phúc là một xã thuộc huyện Lý Nhân, tỉnh Hà Nam, Việt Nam.

## Địa lý - Hành chính
Xã Phú Phúc nằm ở phía đông nam huyện Lý Nhân, có vị trí địa lý:
- Phía đông giáp tỉnh Thái Bình
- Phía tây giáp xã Nhân Mỹ
- Phía nam giáp xã Tiến Thắng và xã Hòa Hậu
- Phía bắc giáp xã Nhân Thịnh

Xã Phú Phúc có diện tích 12,23 km², dân số năm 1999 là 9666 người, mật độ dân số đạt 790 người/km².